# COPB2
La subunidad beta 'del coatómero es una proteína que en humanos está codificada por el gen COPB2 .

## Función
El complejo de coatómero de Golgi (véase MIM 601924) constituye la capa de vesículas no recubiertas de clatrina y es esencial para la gemación de Golgi y el tráfico vesicular. Consta de 7 subunidades de proteínas, incluida COPB2. 

## Interacciones
Se ha demostrado que COPB2 intearctúa con:
- COPB1,[3][4]
- PRKCE,[5] y
- RGS4 .[6]